# Mercedes-Benz Leichter Frontlenker
Der Leichte Frontlenker mit kubischer Kabine (auch „LP leicht“ genannt, das „P“ steht für Pullman-Kabine) des Nutzfahrzeug-Herstellers Daimler-Benz wurde zwischen 1965 und 1984 gebaut. Nachfolger wurde die Leichte Klasse LN2. Der Leichte Frontlenker nahm innerhalb der Modellpalette eine Position oberhalb des T 2 und unterhalb des mittelschweren Frontlenkers ein.

## Premiere 1965
Das moderne Frontlenker-Fahrerhaus mit großzügigen Fensterflächen (2,87 m²) konnte dank geringer Ziehtiefen kostengünstig produziert werden und beanspruchte mit kompakten Abmessungen nur wenig Anteil an der Fahrzeuglänge. Mit einem Leergewicht von 2,74 t und Nutzlast von 3,26 t (Pritsche mit 3,6 m Radstand) ergab sich ein günstiger Nutzmassefaktor von 1,2. Zunächst wurden außerdem auch Fahrzeuge mit 3,2 und 4,2 m Radstand gebaut. Das Fahrerhaus gab es allerdings, wie bei den seit Ende der 1950er Jahre gebauten leichteren Haubenwagen, werkseitig nur als kurze Nahverkehrskabine. Externe Karosseriebaufirmen bauten im Kundenauftrag aber auch verlängerte Fahrerhäuser. Daimler-Benz verzichtete bei diesem Modell noch auf die Konstruktion eines kippbaren Fahrerhauses, möglicherweise wegen Befürchtungen, dass die Kabine bei Unfällen abreißen könnte. Dementsprechend waren die Fahrzeuge nicht sonderlich wartungsfreundlich. Die kleinen kubischen Frontlenker werden in der Nutzfahrzeug-Szene auch als „Wörther I“ bezeichnet.
Der neu entwickelte Vierzylinder-Reihen-Dieselmotor OM 314 basierte auf dem Sechszylinder OM 352 und war der erste Mercedes-Vierzylinderdiesel mit Direkteinspritzung. Er leistete 80 PS bei 2800/min und entwickelte ein Drehmoment von 23 kpm bei 1600/min. Hinzu kam das Fünfganggetriebe G2. Die Höchstgeschwindigkeit betrug abhängig von der Achsübersetzung 80 oder 95 km/h.
Der Grundtyp LP 608 wurde 1967 um den LP 808 (7,5-Tonner) mit einer Leistung von anfangs 80 PS und 85 PS ab 1969 ergänzt. Ab 1969 stand auch der 110 und 130 PS leistende 6-Zylinder-Reihenmotor OM 352 mit Getriebe G3 zur Verfügung sowie ein auf maximal neun Tonnen erhöhtes Gesamtgewicht.

## Modellpflege

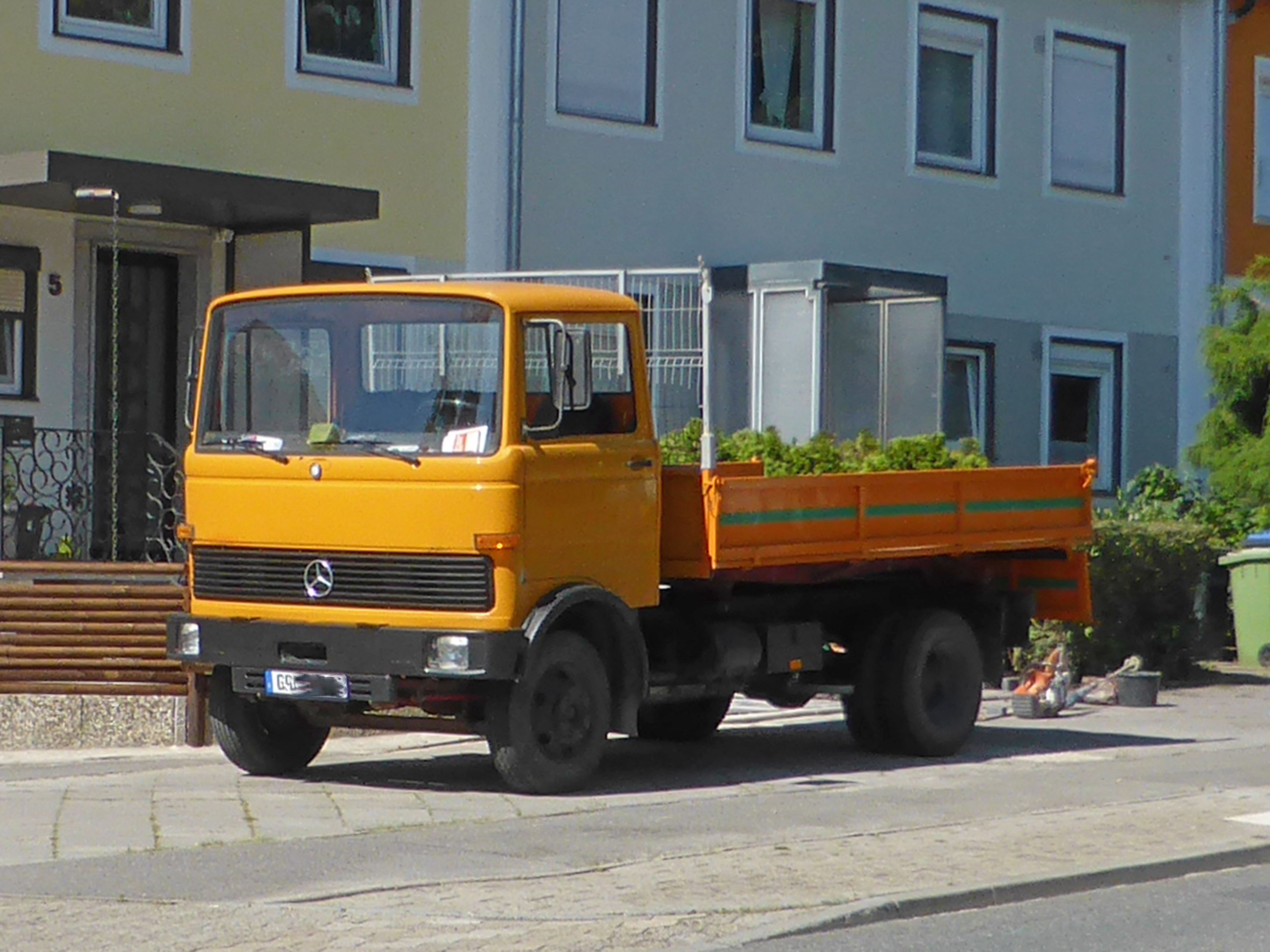
Leichter LP der 2. Serie

Bereits in den frühen Jahren der Produktion wurden diverse Modellpflegemaßnahmen durchgeführt. So wanderten die Scheinwerfer aus der horizontalen Grill-Mittellinie an den unteren Rand des Grills. Die Blinker wurden vergrößert und ebenfalls tiefergesetzt. Ein Lenkrad mit größerem Durchmesser wurde eingebaut und auch der Rad- und  der Motordeckelausschnit erfuhren eine Vergrößerung. Die Motorleistung des OM 314 stieg auf 85 PS und es kamen die Gewichtsklassen 6,5 t, 7,49 t, 8,0 t, 8,99 t und 10 t hinzu. 1977 wurde die Baureihe dann deutlicher überarbeitet; auffälligste Änderung war die Glättung der Fahrerhaus-Blechteile; die Scheinwerfer wurden in die Stoßstange versetzt, Armaturenbrett und Lenkrad überarbeitet. Hinzu kam ein Modell mit 11 Tonnen Gesamtgewicht. Ab 1977 war auf Wunsch eine luftgefederte Hinterachse bei den Pritschenwagen lieferbar und es folgte die Möglichkeit ein Automatikgetriebe zu ordern.
Die Fahrerkabine war allerdings im Gegensatz zu denen der leichten bis mittelschweren Modellen der Konkurrenz bis zum Ende der Fertigung 1984 nicht kippbar: MAN brachte 1979 in Kooperation mit VW den G 90 auf den Markt, einen leichten bis mittelschweren Lkw mit Kippkabine, den Magirus-Deutz im Rahmen des Vierer-Clubs schon 1975 vorstellte. Die Produktion endete 1984, nachdem bereits im Vorjahr die ersten Modelle der neuen Leichten Klasse erschienen waren.

## Ausführungen
- LP: Frontlenkerlastwagen, Fahrgestell oder mit Pritsche
- LPK: Frontlenkerlastwagen, Kipppritsche
- LPKF: Frontlenkerlastwagen, Fahrgestell für Feuerwehraufbau
- LPKo: Frontlenkerlastwagen, Fahrgestell für Kommunalfahrzeug
- LPO: Frontlenkerlastwagen, Fahrgestell für Omnibusaufbau
- LPS: Frontlenkerlastwagen, Sattelzugmaschine

## Modelle

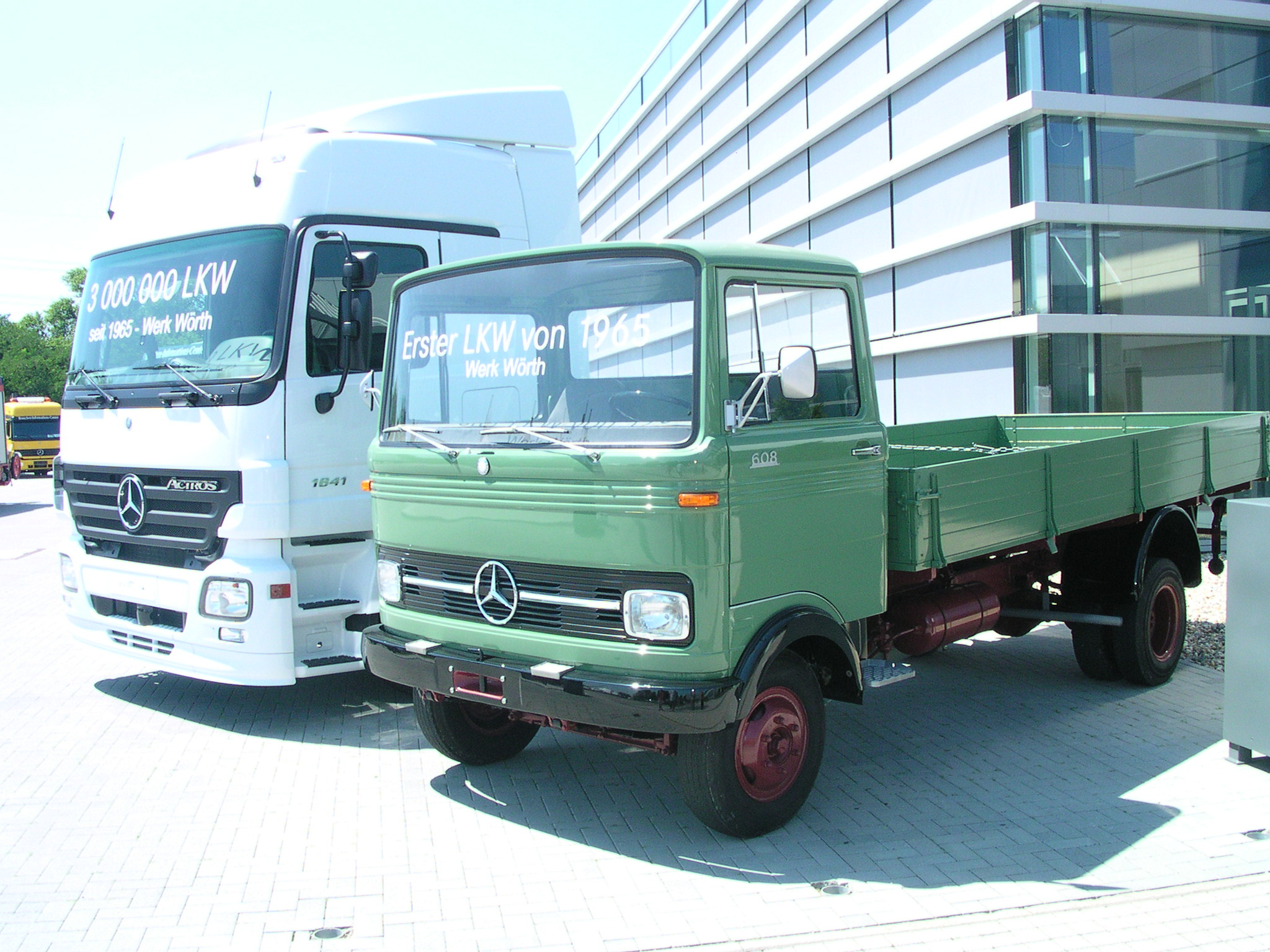
Der erste gefertigte leichte Frontlenker war 1965 dieser LP 608

- 608 (OM 314, 80 PS)
- 709 (OM 314, 85 PS)
- 808 (OM 314, 80 PS)
- 809 (OM 314, 85 PS)
- 811 (OM 352 II, 110 PS)
- 813 (OM 352, 130 PS)
- 913 (OM 352, 130 PS)
- 1013 (OM 352, 130 PS)
- 1113 (OM 352, 130 PS)

## Motoren

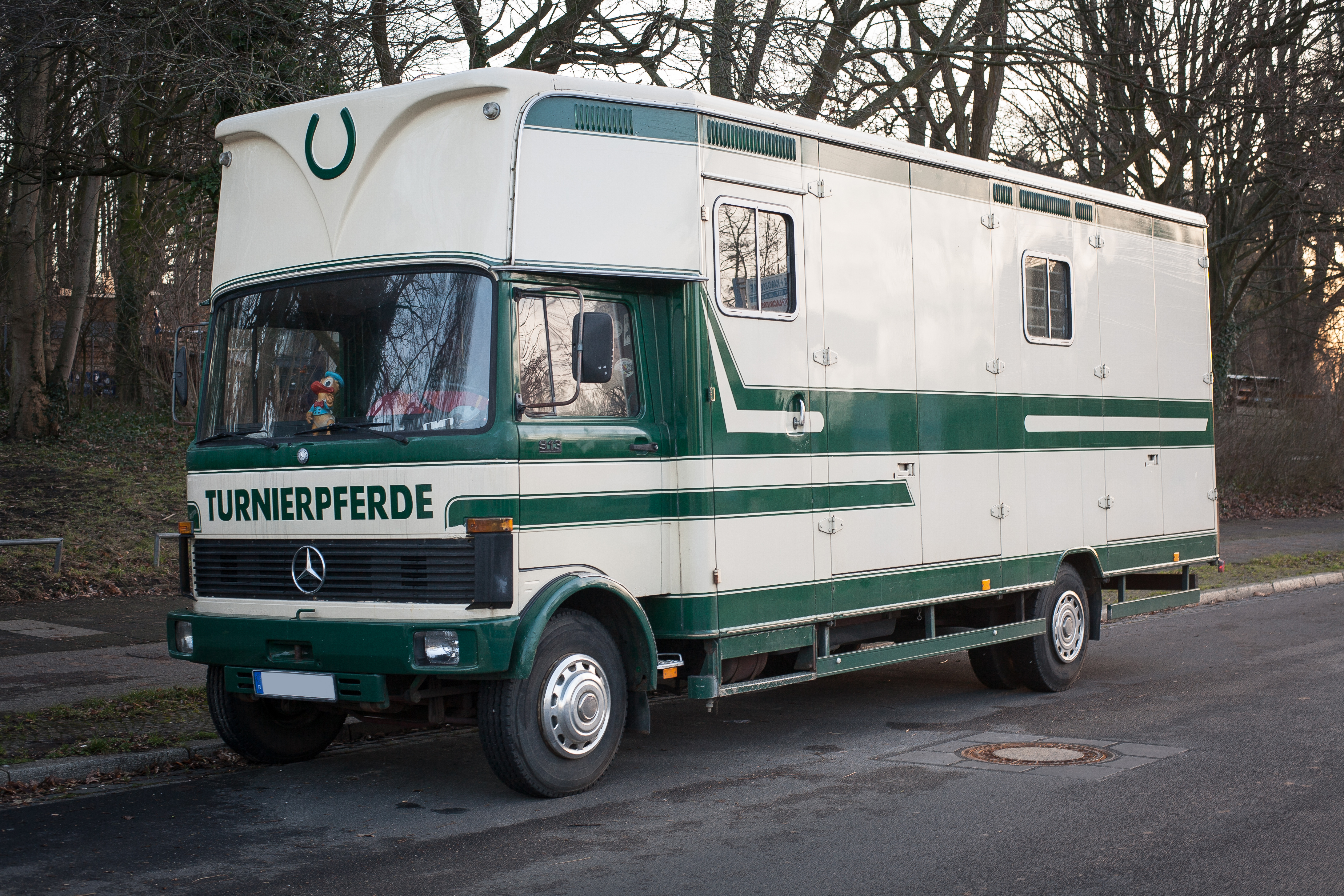
LP 913 Pferdetransporter

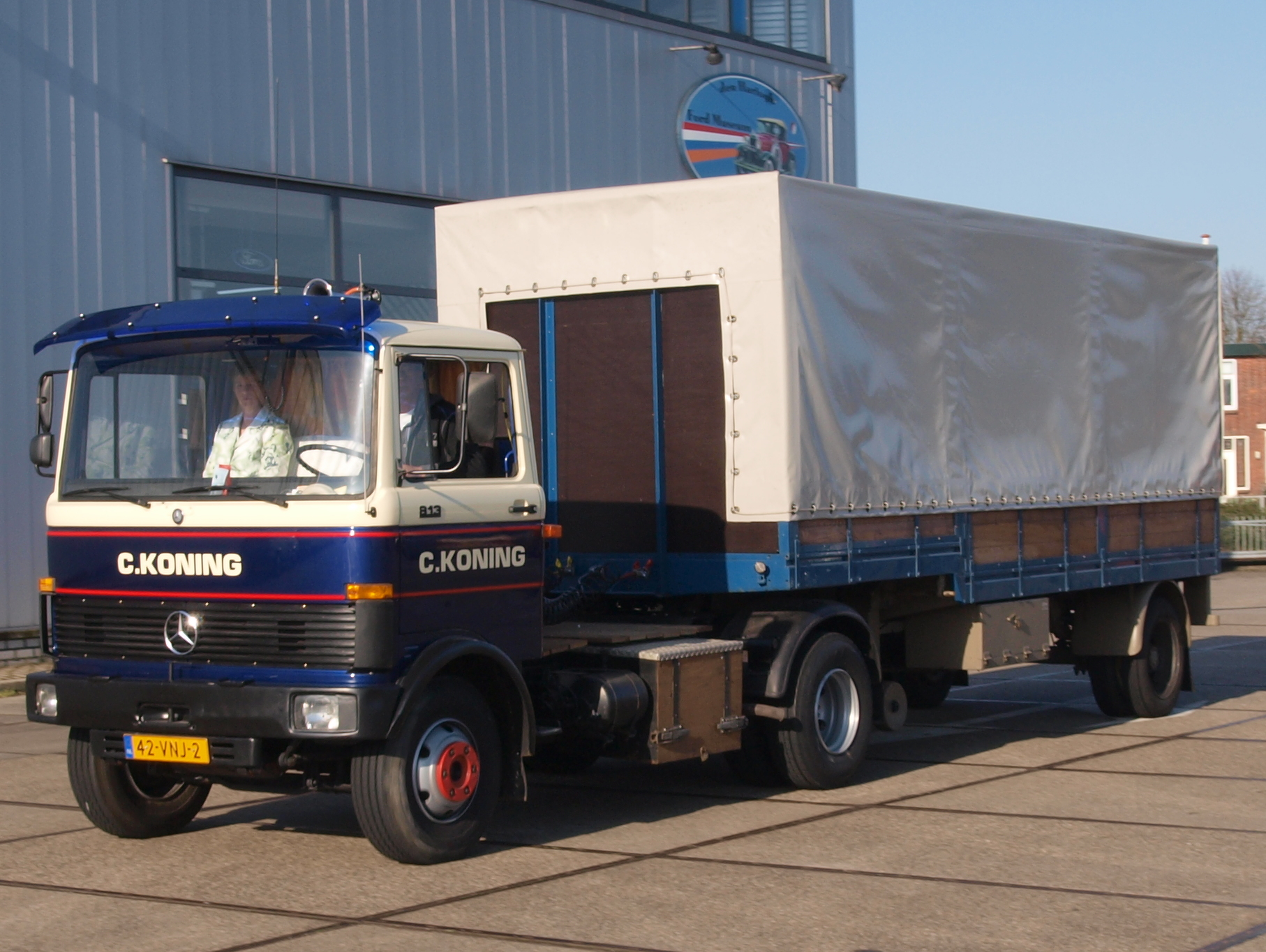
LPS 813 (1983)

- Vierzylinder-Reihenmotor OM 314 mit Diesel-Direkteinspritzung
- Sechszylinder-Reihenmotor OM 352 mit Diesel-Direkteinspritzung

|                               | OM 314                                | OM 314                                | OM 352.II               | OM 352                                                                  |
| ----------------------------- | ------------------------------------- | ------------------------------------- | ----------------------- | ----------------------------------------------------------------------- |
| Motor                         | Dieselmotor                           | Dieselmotor                           | Dieselmotor             | Dieselmotor                                                             |
| Zylinder                      | 4                                     | 4                                     | 6                       | 6                                                                       |
| Hubraum                       | 3783 cm³                              | 3783 cm³                              | 5675 cm³                | 5675 cm³                                                                |
| Leistung                      | 59 kW (80 PS) 2800/min                | 63 kW (85 PS) 2800/min                | 81 kW (110 PS) 2900/min | 96 kW (130 PS) 2800/min                                                 |
| Max. Drehmoment               | 23 mkp 1600/min                       | 235 Nm (24 mkp) 1800/min              | 32 mkp 1600/min         | 363 Nm (37 mkp) 2000/min                                                |
| Typen                         | LP 608 LPS 608 LPK 608 LP 808 LPK 808 | LP 709 LPS 709 LPK 709 LP 809 LPK 809 | LP 811 LPS 811 LPK 811  | LP 813 LPS 813 LPK 813 LP 913 LPK 913 LP 1013 LPK 1013 LP 1113 LPK 1113 |
| weitere Kombinationen möglich |                                       |                                       |                         |                                                                         |